# Grumman X-29
Grumman X-29A bylo proudové experimentální letadlo s negativní geometrií křídel a s kachním uspořádáním vodorovných řídících ploch. Úkolem X-29 bylo vyzkoušet, jak se letadlo s takovou koncepcí bude chovat při skutečném letu. Drak letadla byl zkonstruován z kompozitních materiálů, aby se snížila celková hmotnost letounu. Aerodynamická instabilita negativního uspořádání křídel sice zvýšila obratnost letadla, naproti tomu ale bylo nutné X-29 vybavit elektronickým stabilizačním systémem fly-by-wire.
Tento letoun byl zkonstruován americkou společností Grumman na základě objednávky vládní agentury DARPA, poprvé vzlétl dne 14. prosince 1984 z Edwardsovy letecké základny pilotován Chuckem Sewellem. 13. prosince 1985 se stal prvním letadlem s takovým uspořádáním, které překročilo rychlost zvuku. Celkově byly vyrobeny pouhé dva kusy, k poslednímu letu došlo v roce 1991, kdy byl projekt ukončen.
První vyrobený kus je v současnosti vystaven v muzeu amerického letectva na Wright-Pattersonově letecké základně v Daytonu v Ohiu, druhý kus je umístěn v Drydenově leteckém výzkumném středisku na Edwardsově letecké základně.

## Specifikace

Grumman X-29

### Technické údaje
- Osádka: 1
- Rozpětí: 8,29 m
- Délka: 14,66 m
- Výška: 4,36 m
- Nosná plocha: 17,54 m²
- Hmotnost prázdného letounu: 6049 kg
- Vzletová hmotnost: 7848 kg
- Pohonná jednotka: turbodmychadlový motor General Electric F404 GE-400 s tahem 71,2 kN

### Výkony
- Maximální rychlost: M = 1,6
- Dostup: 15 240 m (50 000 ft)[1]
- Doba letu: přibližně 1 hodina[1]